# Lady in Black (piosenka Bad Boys Blue)
Lady in Black – singel Bad Boys Blue. wydany w 1989 roku w Niemczech nakładem wytwórni Coconut Records oraz w Danii przez Mega Records.
Utwór „Lady in Black” zajął 16. miejsce na niemieckiej liście przebojów.

## Lista utworów

### Lady in Black – 7″
1. „Lady in Black” (3:45)
2. „Lady in Black (Instrumental)” (3:45)

### Lady in Black – 12″
1. „Lady in Black (Shakespearean Mix)” (6:08)
2. „Lady in Black (Radio Edit)” (3:45)
3. „Lady in Black (Instrumental)” (3:45)

### Lady in Black – CD
1. „Lady in Black (Shakespearean Mix)” (6:09)
2. „Don’t Leave Me Now” (6:12)
3. „Lady in Black (Radio Edit)” (3:48)
4. „Lady in Black (Instrumental)” (3:48)

## Wykonawcy
- John McInerney
- Andrew Thomas